# Dongevallei
De Dongevallei is een natuurgebied, een beekdal dat tussen 1996 en 2000 dwars door de Tilburgse wijk de Reeshof uitgegraven is. Met dit project is de Donge in een oorspronkelijke ligging teruggebracht. Het oorspronkelijke doel van dit natte natuurgebied was dat het deel zou gaan maken van de ecologische hoofdstructuur van Nederland. Deze gedachte is verlaten, maar de strook sluit wel aan op andere groene gebieden. De flora heeft zich voor het overgrote deel ontwikkeld uit zaden die bijna een eeuw begraven hebben gelegen onder een dik pakket landbouwgrond, sinds de Donge begin twintigste eeuw gekanaliseerd werd. Het gebied is vooral gekoloniseerd door vliegende en zwemmende fauna en is door de beheerders voorzien van grazers. 

## Voorgeschiedenis
Het aanleggen van een ecologische verbindingszone dwars door een woonwijk is uniek voor Nederland. Het dal van de Donge was eeuwenlang ruig, ongecultiveerd gebied. Tot aan Dongen stroomde het riviertje toen over de gemeentegrens met Rijen. Aan het begin van de twintigste eeuw werd de Donge gekanaliseerd en omgelegd naar het westen. Het vrijgekomen gebied werd in gebruik genomen, overwegend als weiland. Toen Tilburg hier in 1990 een woonwijk projecteerde, stuitten de ontwerpers op de eisen van de ecologische hoofdstructuur. Het Dongedal moest de zuidelijke Regte Heide en het Riels Laag gaan verbinden met het Rijens Broek en de Lange Rekken in het noorden. Het afgraven en vrijhouden van een strook van 25 meter aan weerszijden van het water gold als minimumeis. Voor veel geld zou dan een niet al te hoogwaardig natuurgebied ontstaan, daarom besloot de gemeente tot een vlucht naar voren.

## Aanleg en ontwikkeling
In 1996 worden de Dongeoevers elk over een breedte van minstens 75 meter afgegraven. De meanderende loop wordt hersteld, er komen poelen en op een plaats wordt de waterloop gesplitst om een moerassig eiland aan te leggen. De overbemeste toplaag wordt secuur afgegraven om de bodemstructuur te handhaven en de zaden uit de oude bodem een kans te geven. Als het project in 2000 opgeleverd wordt, is de omliggende Reeshof al ver klaar. Veel nieuwe bewoners hebben dan geen idee dat die zandvlakte een natuurgebied is, maar deskundigen zien in de natte delen de groei van pioniersplanten als geelgroene zegge, dwergzegge en borstelbies, maar ook pioniersgrassen en de zwarte els. In drogere delen vindt de bryoloog (moskundige) het groot duinsterretje en zeldzame mossoorten als de grote viltmuts en het oranje knolknikmos. Uit de zaden die bijna een eeuw begraven lagen, zijn veel moerasplanten opgekomen, zoals de vleesetende kleine zonnedauw en verder moerasrolklaver, moeraswolfsklauw en moerasandoorn. Het gebied is ook een paddenstoelen- en zwammenparadijs, met het gewoon judasoor, de grijze buisjeszwam en de doolhofzwam.
Vliegende dieren vinden snel hun weg naar het gebied: de ijsvogel en de spotvogel, maar ook de houtpantserjuffer, een libelle met een bijzondere leefwijze. Andere waterminnende soorten zijn de groene en de bruine kikker en insecten zoals het schrijvertje en het bootsmannetje of rugzwemmertje.
In de winter worden diverse watervogels als wintergast of doortrekker in de Dongevallei gesignaleerd: de canadese gans, de fuut, meerdere paren kuifeenden en een enkel paar tafeleenden zijn dan zichtbaar in dit gebied.

## Beheer en toekomst
De gemeente laat Schotse hooglanders grazen en, speciaal om de zwarte els in toom te houden, Nederlandse landgeiten. Sinds zomer 2007 graast er een kudde van zo'n tachtig Kempische heideschapen die met verplaatsbare hekken gericht ingezet worden tegen berk en els. Voor runderen is die els te bitter. De omheining met schrikdraad houdt niet alleen de dieren binnen het terrein maar ook de mensen buiten, een noodzakelijk kwaad in de stad. Toch is een gedeelte wel toegankelijk en bovendien organiseren Natuurmuseum Brabant en IVN natuurexcursies, ook voor de schooljeugd uit de wijk. De huizen rondom het gebied zijn zo ontworpen dat ze allemaal uitzicht hebben op de Dongevallei. Aanwonenden houden vanuit hun lage flats het gebied in de gaten en melden misstanden zoals loslopende honden onmiddellijk. Ook in DE Wijk, het laatste nog te bouwen deel van de Reeshof, wordt rekening gehouden met de natuur. In het vochtige bosgebied komen langs de Donge amfibieënpoelen, en het gebied wordt zo ingericht dat de hooglanders zonder schade tot aan de huizen kunnen komen.